# 戸石寛
戸石 寛（といし ゆたか、1998年10月28日‐）日本の麻雀プロ団体RMU所属。
健康マージャンまーすた下北沢店店長。

## 経歴
- 自団体のRMUスプリントマーキュリーカップで優勝した。
- 2024年行われたパイレーツトレジャーハントで小林一家から指名を受け、団体戦で最終まで残る。
- 2024年、RMU所属麻雀プロ里中花奈と結婚[1]。

## 獲得タイトル
- 2024RMUスプリントカップ

## リンク
- 戸石寛 (@C.reator) - X（旧Twitter）